# Championnat du Mozambique de football
Le championnat du Mozambique de football (Campeonato Moçambicano de Futebol) est une compétition de football créée en 1976 opposant les meilleurs clubs du Mozambique. 
Avant l'indépendance du Mozambique, obtenue en 1975, le championnat est une compétition de niveau local, puisque le Mozambique est alors une colonie portugaise.
Depuis l'édition 2016, seize formations sont regroupées au sein d'une poule unique et s'affrontent à deux reprises, les trois derniers sont relégués en deuxième division. Le champion de Mozambique obtient sa qualification pour la Ligue des champions de la CAF. Le Clube Ferroviário de Maputo est le club le plus titré du championnat, avec un total de dix titres remportés, devant le CD Costa do Sol, qui a été sacré à neuf reprises.

## Palmarès

### Avant l'indépendance
- 1956 : Ferroviário Lourenço Marques
- 1957 : Grupo Desportivo Lourenço Marques
- 1958 : Ferroviário da Beira
- 1959 : SC Nampula
- 1960 : Sporting Clube Lourenço Marques
- 1961 : Ferroviário Lourenço Marques
- 1962 : Sporting Clube Lourenço Marques
- 1963 : Ferroviário Lourenço Marques
- 1964 : Grupo Desportivo Lourenço Marques
- 1965 : Saison non terminée
- 1966 : Ferroviário Lourenço Marques
- 1967 : Ferroviário Lourenço Marques
- 1968 : Ferroviário Lourenço Marques
- 1969 : Textáfrica Vila Pery
- 1970 : Ferroviário Lourenço Marques
- 1971 : Textáfrica Vila Pery
- 1972 : Ferroviário Lourenço Marques
- 1973 : Textáfrica Vila Pery
- 1974 : Ferroviário da Beira

### Depuis l'indépendance
| Années    | Champion                      |
| 1976      | Textáfrica do Chimoio (1)     |
| 1977      | Desportivo de Maputo (1)      |
| 1978      | Desportivo de Maputo (2)      |
| 1979      | CD Costa do Sol (1)           |
| 1980      | CD Costa do Sol (2)           |
| 1981      | Têxtil do Punguè (1)          |
| 1982      | Ferroviário Maputo (1)        |
| 1983      | Desportivo de Maputo (3)      |
| 1984      | CD Maxaquene (1)              |
| 1985      | CD Maxaquene (2)              |
| 1986      | CD Maxaquene (3)              |
| 1987      | Matchedje (1)                 |
| 1988      | Desportivo de Maputo (4)      |
| 1989      | Ferroviário Maputo (2)        |
| 1990      | Matchedje (2)                 |
| 1991      | CD Costa do Sol (3)           |
| 1992      | CD Costa do Sol (4)           |
| 1993      | CD Costa do Sol (5)           |
| 1994      | CD Costa do Sol (6)           |
| 1995      | Desportivo de Maputo (5)      |
| 1996      | Ferroviário Maputo (3)        |
| 1997      | Ferroviário Maputo (4)        |
| 1998-1999 | Ferroviário Maputo (5)        |
| 1999-2000 | CD Costa do Sol (7)           |
| 2000-2001 | CD Costa do Sol (8)           |
| 2002      | Ferroviário Maputo (6)        |
| 2003      | CD Maxaquene (4)              |
| 2004      | Ferroviário Nampula (1)       |
| 2005      | Ferroviário Maputo (7)        |
| 2006      | Desportivo Maputo (6)         |
| 2007      | CD Costa do Sol (9)           |
| 2008      | Ferroviário Maputo (8)        |
| 2009      | Ferroviário Maputo (9)        |
| 2010      | Liga Desportiva de Maputo (1) |
| 2011      | Liga Desportiva de Maputo (2) |
| 2012      | CD Maxaquene (5)              |
| 2013      | Liga Desportiva de Maputo (3) |
| 2014      | Liga Desportiva de Maputo (4) |
| 2015      | Ferroviário Maputo (10)       |
| 2016      | Ferroviário da Beira (1)      |
| 2017      | UD Songo (1)                  |
| 2018      | UD Songo (2)                  |
| 2019      | CD Costa do Sol (10)          |
| 2020      | Non joué (Covid-19)           |
| 2021      | Associação Black Bulls (1)    |
| 2022      | UD Songo (3)                  |
| 2023      | Ferroviário da Beira (2)      |
| 2024      | Associação Black Bulls (2)    |

## Bilan
| Club                      | Titres |
| ------------------------- | ------ |
| Ferroviário de Maputo     | 10     |
| Costa do Sol              | 10     |
| Desportivo de Maputo      | 6      |
| Maxaquene                 | 5      |
| Textáfrica do Chimoio     | 1      |
| Liga Desportiva de Maputo | 4      |
| União de Songo            | 3      |
| Ferroviário da Beira      | 2      |
| Matchedje                 | 2      |
| Associação Black Bulls    | 2      |
| Ferroviário de Nampula    | 1      |
| Têxtil Punguè             | 1      |

## Meilleurs buteurs
| Année | Joueur             | Équipe                    | Buts |
| 2002  | Genito             | CD Maxaquene              | 11   |
| 2004  | Ruben              | Ferroviário da Beira      |      |
| 2005  | Maurício Pequenino | Desportivo de Maputo      | 14   |
| 2006  | Maurício Pequenino | Desportivo de Maputo      | 11   |
| 2007  | Tó                 | CD Costa do Sol           | 16   |
| 2008  | Luis               | Ferroviário de Maputo     | 15   |
| 2009  | Jerry Sitoe        | Ferroviário de Maputo     | 16   |
| 2010  | Jerry Sitoe        | Ferroviário de Maputo     | 16   |
| 2011  | Betinho            | CD Maxaquene              | 15   |
| 2012  | Sonito             | Liga Desportiva de Maputo | 9    |